# Sexegertenspitze
Sexegertenspitze je dvouvrcholová hora v hřebeni Weisskamm Ötztalských Alp v rakouské spolkové zemi Tyrolsko. Jižní vrchol má nadmořskou výšku 3429 m a severní vrchol 3350 m, vzdálené jsou od sebe půl kilometru a oddělené mělkým sedlem. Oba vrcholy jsou pokryté ledovcem.

## Výstupy
Obvyklé výstupy vedou z chaty Taschachhaus nad skiareálem Pitztal. Jedná se o ledovcové túry, v létě i v zimě kombinované s lehkým lezením po skále. Sexegertenspitze je oblíbená především jako skialpinistický cíl, protože sníh tu zůstává sypký až do pozdního jara.
- Přes sedlo Wannetjoch a pěšky po severozápadním hřebeni – normální cesta pro pěší letní výstup (5-6 hodin).
- Po ledovci Sexegertenferner, do sedélka mezi severní a jižní vrchol a lehce lezecky na jeden nebo druhý vrchol – nejbezpečnější směr v zimě na lyžích (4-5 hodin).
- Po ledovci Sexegertenferner a přímo severovýchodní ledovou stěnou na severní vrchol – strmý lyžařský výstup a sjezd na jaře (4 hodiny).

## Historie
Severní i Jižní Sexegertenspitze byly poprvé dostoupeny 29. července 1887 v rámci hřebenového přechodu přes Weisskammm. Heinrich Hess a Ludwig Purtscheller přešli z Wildspitze na Hinteren Ölgrubenspitze.